# Ģirts Valdis Kristovskis
Ģirts Valdis Kristovskis (Ventspils, 19 de febrer de 1962), és un advocat, enginyer i polític letó, ha tingut els càrrecs de ministre d'Afers Exteriors de Letònia, de Defensa i de l'Interior. És membre del partit Unitat des de l'any 2011.
Va estudiar enginyeria civil a l'Institut Politècnic de Riga. El 1998 va acabar en la Universitat de Letònia un doctorat en dret i el 2002 un doctorat en ciències polítiques a la mateixa universitat.
Va ser elegit diputat al parlament de Letònia durant la cinquena, sisena, setena vuitena i 10 legislatura del Saeima i del Parlament europeu en representació de la VI Legislatura de Letònia entre el 2004 i el 2009.